# Masao Ōba
Masao Ōba, in giapponese 大場 政夫 (Tokyo, 21 ottobre 1949 – Tokyo, 24 gennaio 1973), è stato un pugile giapponese, campione mondiale WBA dei pesi mosca tra il 1970 e il 1973, quando è morto in carica  a soli 23 anni in un incidente d'auto.

## Biografia

### Carriera
Più alto (167 cm) di un normale peso mosca, Ōba ha debuttato a torso nudo il 7 novembre 1966, a Tokyo contro Kazuyoshi Watanabe all'età di 17 anni. Tra il novembre 1966 e l'agosto 1968, conseguì una “striscia” di 18 match, combattuti tutti a Tokyo, con 16 vittorie, un pari e una sconfitta . Il 14 dicembre 1969, batté ai punti in 10 riprese, sia pur di stretta misura, il campione mondiale dei pesi mosca Bernabe Villacampo in un match senza titolo in palio. 
Ōba conquistò il titolo mondiale WBA il 22 ottobre 1970 all'auditorium dell'Università Nihon di Tokyo, battendo il thailandese Berkrerk Chartvanchai, per knock-out tecnico al 13º round davanti a 7000 spettatori,  diventando così l'ottavo pugile giapponese a conquistare un titolo mondiale. 
Il 21 gennaio 1971 sconfisse lo svizzero Fritz Chervet alla Korakuen Hall di Tokyo in un match senza titolo in palio, per knock-out tecnico a 1:31 dell'ottavo round.
Ōba ha difeso per la prima volta la cintura mondiale all'Università Nihon di Tokyo contro il futuro campione del mondo Betulio González battendolo ai punti il 1º aprile 1971 per decisione unanime. Si è confermato battendo ai punti il filippino Fernando Cabanela e il connazionale Susumu Hanagata, futuro campione del mondo, stavolta con decisione contrastata. Il 20 giugno 1972 a Tokyo mise KO al quinto round il panamense Orlando "Yango" Amores.
Il 2 gennaio 1973 Ōba fu costretto ad accettare  la sfida dell’ex campione mondiale della WBA, Chartchai Chionoi. Il combattimento, allestito ancora all'auditorium dell'Università Nihon di Tokyo, fu intenso. Chionoi mise Ōba al tappeto con un gancio destro dopo soli quaranta secondi del primo round. Cadendo, il giapponese si infortunò alla caviglia destra. Riuscì però a rimettersi in piedi e fu soccorso con applicazioni di ghiaccio durante i vari intervalli. Zoppicando comunque, Ōba prese il sopravvento nelle riprese centrali, colpendo Chionoi anche con alcune testate. A 2:19 del 12º round, Chionoi finì una prima volta al tappeto. Dopo altri due atterramenti nello stesso round, fu dichiarato sconfitto per Kot.

### La tragica fine
La mattina del 24 gennaio 1973, solo 22 giorni dopo la sua ultima difesa, Ōba morì in un incidente d'auto. Stava tornando in autostrada alla palestra Teiken con la sua nuova Chevrolet Corvette color avorio. Era ancora un guidatore inesperto, avendo ottenuto la patente di guida solo tre mesi prima e stava guidando intorno alle sessanta miglia orarie, in una zona con il limite massimo di trentasei. Perso il controllo della sua Corvette saltò lo spartitraffico e si scontrò con un camion di undici tonnellate parcheggiato sulla corsia opposta. Fu soprannominato "Il campione eterno", essendo morto ancora in carica ed imbattuto nei combattimenti per il titolo mondiale. Nel  2015 è stato ammesso alla International Boxing Hall of Fame.